# Хантер, Норман
Но́рман Ха́нтер (англ. Norman Hunter; 29 октября 1943, Эйтон-Бэнкс, Гейтсхед, Англия — 17 апреля 2020) — английский футболист, в 1960-х — 1970-х годах выступавший за клуб «Лидс Юнайтед», чемпион мира 1966 года (медаль получил в 2007 году). Был известен своим отбором мяча.

## Карьера
Хантер начинал карьеру футболиста в клубе «Лидс Юнайтед» в возрасте пятнадцати лет и отыграл за этот клуб 14 сезонов. Впоследствии бросил работу электрика ради футбола. Начиналась его карьера в любительском составе. Дебютировал в основном составе в 1962 году.
Начинал играть на позиции оттянутого форварда, однако в «Лидс Юнайтед» он перешёл на позицию центрального защитника. После того матча стал игровым партнером Джека Чарльтона на десятилетие. В 1964 году «Лидс» вышел в Первый дивизион Футбольной лиги после победы во Второй лиге и спустя год был очень близок к тому, чтобы сделать «золотой дубль», выиграв в одном сезоне и чемпионат, и Кубок Англии, однако уступил титул чемпионов клубу «Манчестер Юнайтед» по разнице забитых и пропущенных мячей, а в финале Кубка Англии проиграл «Ливерпулю» со счетом 1:2, хотя точный пас Хантера Билли Бремнеру и привел к голу в ворота мерсисайдцев.
Хантер дебютировал в составе сборной Англии в 1965 году, однако большую часть международной карьеры оставался дублёром, в общей сложности провел 28 матчей. Был в составе сборной Англии на победном для англичан чемпионате мира 1966 года, однако на поле так и не вышел, поэтому медали не получил. Медаль ему была вручена 10 июня 2009 года.
В 1968 году в составе «Лидс Юнайтед» завоевал Кубок лиги и Кубок ярмарок. Год спустя стал чемпионом Англии, в 1970 году был в составе команды, почти сделавшей уникальный «золотой хет-трик», но в конечном счете не выигравшей ничего.
В 1970 году Хантер получил травму, однако позднее участвовал в чемпионате мира, выйдя на замену в матче против сборной ФРГ, завершившемся со счетом 3:2 в пользу немцев.
В пятом раунде розыгрыша Кубка Англии 1971 года «Лидс» проиграл клубу «Колчестер Юнайтед» со счетом 2:3. По ходу матча «Лидс» проигрывал со счетом 0:3. Хантер забил один мяч.
В 1972 году вместе со своим клубом завоевал Кубок Англии. В финальном матче «Лидс Юнайтед» обыграл «Арсенал» со счетом 1:0.
В 1973 году «Лидс Юнайтед» проиграл в финале Кубка Англии «Сандерленду», позднее проиграл «Милану» в финале ныне не существующего Кубка обладателей кубков УЕФА. В том матче Хантер был удален с поля.
17 октября 1973 года Хантер вышел на поле в составе сборной Англии в последнем матче квалификационного раунда чемпионата мира 1974 года, проходившего в Западной Германии против сборной Польши, которой для выхода в основную часть мундиаля достаточно было добиться ничьей, а англичанам была необходима лишь победа. При счёте 0:0 Хантер попытался пойти в атаку вдоль боковой линии, но потерял мяч. Польша провела быструю контратаку и вышла вперед. Кларк сравнял счет с пенальти, однако Англия больше не смогла забить ни одного мяча. Игра завершилась со счетом 1:1, что означало, что Англия не смогла пробиться на чемпионат мира.
Хантер был первым обладателем титула «Игрок года» по версии игроков Футбольной ассоциации Англии, получив приз в конце сезона 1973-74. В том же сезоне Хантер во второй раз стал чемпионом страны.
В следующем сезоне его игровым партнером стал Гордон Маккуин. «Лидс» провел 29-матчевую беспроигрышную серию и сумел добиться победы в лиге. Хантер провел пятый сезон в высшем дивизионе. Переход тренера «Лидс Юнайтед» Дона Реви на работу в сборную Англии позволил международной карьере Хантера продлиться до 1975, несмотря на то, что многие ожидали, что он покинет сборную после неудачной игры со сборной Польши.
В сезоне 1974/75 «Лидс Юнайтед» вышел в финал Кубка европейских чемпионов, где уступил «Баварии» со счётом 0:2. Хантер в этой игре получил жёлтую карточку.
Его прозвище «Bites yer legs» возникло из-за хорошего уровня отбора мяча. Когда тренеру сообщили, что Хантер сломал ногу, тот спросил: «Кому?».

## После завершения карьеры
С 1993 года работал радиоведущим на местной радиостанции. В 1998 году был включен в число ста лучших игроков Футбольной лиги Англии за всю её историю. В 2004 году выпустил автобиографию. Женился 11 июня 1968 года, имел сына, дочь и двух внуков.

## Достижения
Сборная Англии по футболу
- Чемпион мира по футболу: 1966

«Лидс Юнайтед»
- Первый дивизион Футбольной лиги[9]: 1968/69, 1973/74
- Второй дивизион Футбольной лиги: 1963/64
- Кубок Англии: 1972
- Кубок лиги: 1968
- Суперкубок Англии: 1969
- Кубок ярмарок: 1968, 1971